# Hervormde kerk (Dongjum)
De Kerk van Dongjum is een kerkgebouw in Dongjum in de Nederlandse provincie Friesland.

## Beschrijving
De zaalkerk werd gebouwd in 1777 (vermeld op de sluitsteen in de boog boven de ingang). Het marmeren grafmonument voor Sicco van Goslinga tegen de oostwand werd vervaardigd door Jan-Baptist Xavery. Het orgel uit 1849 is gebouwd door L. van Dam en Zonen. In 2009 werd een scheur in de luidklok (1553) gerepareerd.

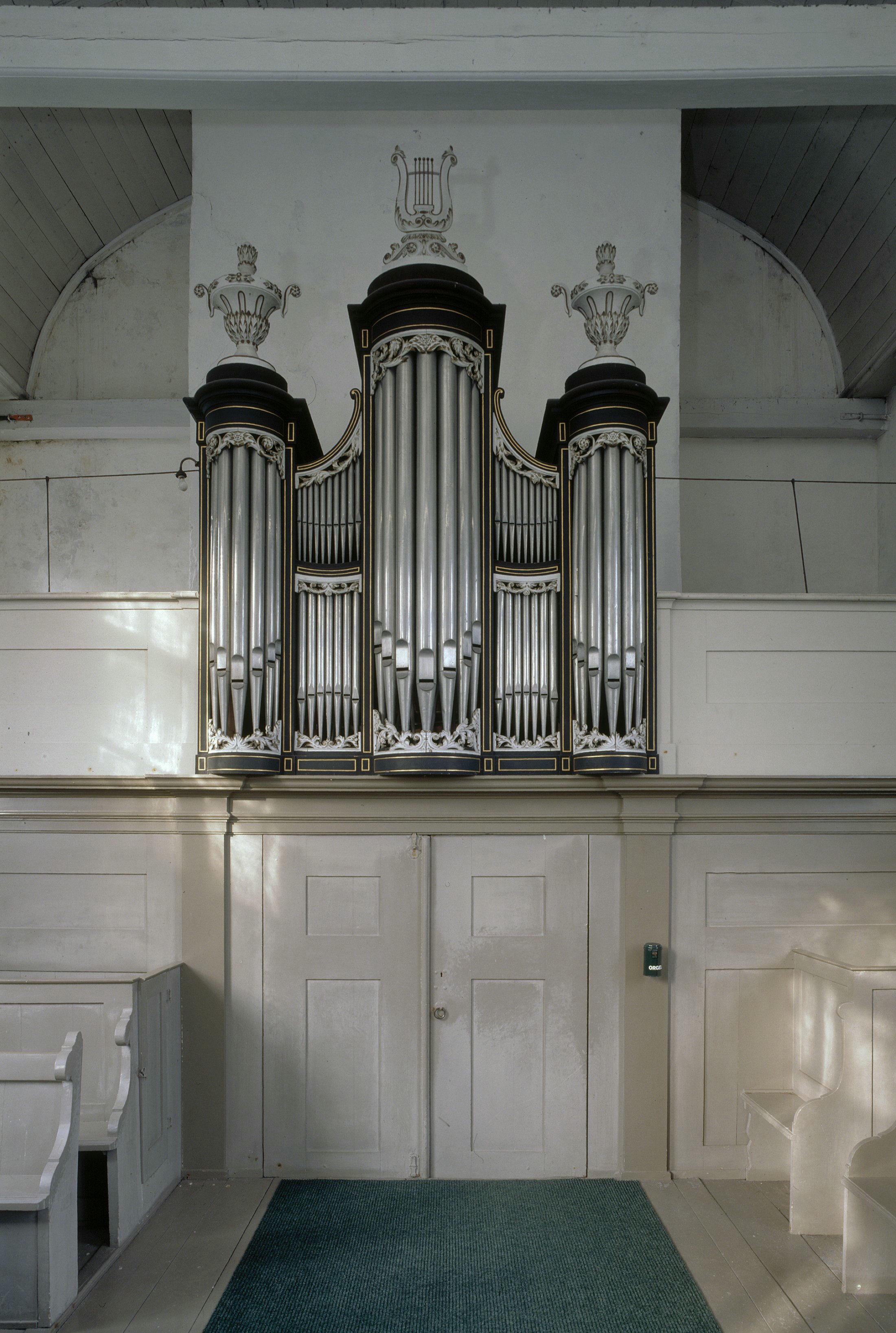
Interieur met orgel (2000)